# Tom Jones (TV-serie)
Tom Jones (eng: The History of Tom Jones, a Foundling) är en brittisk dramakomedi tv-serie från 1997. Den bygger på romanen med samma namn av Henry Fielding. Serien visades på SVT 1998.

## Handling
Serien utspelar sig under 1700-talet, och handlar om den föräldralöse pojken Tom Jones öden och äventyr. 

## Rollista i urval
- Max Beesley - Tom Jones
- Samantha Morton - Sophia Western
- Brian Blessed - Squire Western
- Benjamin Whitrow - Squire Allworthy
- James D'Arcy - Blifil
- John Sessions - Henry Fielding
- Ron Cook - Benjamin Partridge
- Christopher Fulford - Mr. Square
- Richard Ridings - pastor Thwackum
- Frances de la Tour - tant Western
- Brian Pettifer - pastor Supple
- Kathy Burke - Honour
- Sylvester McCoy - Mr. Dowling
- Michelle Fairley - Mrs. Fitzpatrick
- Camille Coduri - Jenny Jones
- Celia Imrie - Mrs. Miller
- Matt Bardock - Jack Nightingale
- Kelly Reilly - Nancy Miller
- Lindsay Duncan - Lady Bellaston
- Peter Capaldi - Lord Fellamar
- Sara Kestelman - Mrs. Wilkins
- Tessa Peake-Jones - Bridget Allworthy
- Doreene Blackstock - Abigail
- Richard O'Callaghan - Mr. Fitzpatrick
- Roger Lloyd Pack - Anderson
- Brian Hibbard - George Seagrim
- Michael Cronin - Dr. Blifil
- Con O'Neill - Kapten Blifil

## DVD
Serien finns utgiven på DVD.